# Huazantlán del Río
Huazantlán del Río es una localidad del estado mexicano de Oaxaca. Forma parte del municipio de San Mateo del Mar, del que tiene el rango de agencia municipal.

## Localización y demografía
Huazantlán del Río se encuentra ubicado en el comienzo de la barra costera que separa el golfo de Tehuantepec de la Laguna Inferior y que constituye el territorio municipal de San Mateo del Mar; muy cerca del curso bajo del río Tehuantepec y de las poblaciones de San Pedro Huilotepec y Salina Cruz.
Sus coordenadas geográficas son 16°13′12″N 95°07′28″O / 16.22000, -95.12444 y tiene una altitud de solo 14 metros sobre el nivel del mar. Su única vía de comunicación es la carretera estatal que la une al noroeste con San Pedro Huilotepec y continúa sobre la barra hacia la cabecera municipal.
De acuerdo con los resultados del Censo de Población y Vivienda llevado a cabo en 2010 por el Instituto Nacional de Estadística y Geografía, Huazaltán del Río tiene una población total de 1 514 habitantes, de los que 746 son mujeres y 768 son hombres.

## Historia
El pueblo de Huazantlán del Río recibió originariamente el nombre de Huazantlán del Río Cerro del Marqués, fue simpificado a Huazantlán del Río el 5 de octubre de 1968, y a partir de 1980 recuperó el topónimo anterior hasta el 22 de marzo de 1984 en que quedó establecido como hasta la actualidad.
El 2 de mayo de 2020 ocurrió en Huazantlán del Río un conflicto como consecuencia de las medidas de resguardo tomadas por la comunidad en el contexto de la pandemia de enfermedad por coronavirus de 2020 en México, y que impedían el ingreso o salida de personas de la comunidad. El conflicto, la noche del 2 de mayo, tuvo como saldo la quema de una vivienda y vehículos, retensión de personas y el asesinato del suplente del agente municipal. La población atribuyó el ataque a personas afines al presidente municipal Bernardino Ponce Hinojosa, que no es reconocido por el tal por sectores de la población, así mismo solicitaron la intervención de las autoridades municipales y federales, así como de la Comisión Nacional de los Derechos Humanos.
El 21 de junio del mismo año, volvió a hacer crisis los enfrentamientos, cuando pobladores provenientes de la cabecera municipal, San Mateo del Mar, arribaron a la población escoltados por elementos de la Guardia Nacional —tras haber sido previamente atacados en la población de La Reforma— para la celebración de una Asamblea Comunitaria, y fueron atacados por quienes ellos identificaron como partidarios del presidente municipal Bernardino Ponce, con un saldo de al menos quince muertos por calcinamiento, golpes de machete o lapidación.